# Mežica község
Mežica község (szlovén nyelven Občina Mežica) Szlovénia 212 alapfokú közigazgatási egységének, azaz községének egyike a Koroška statisztikai régióban, az osztrák határ mentén. Adminisztratív központja Mežica város. A községet 1994-ben alapították. Területe a történelmi szlovén Karintia (Slovenska Koroška) régióhoz tartozott   

## A községhez tartozó települések
A községhez Mežica székhelyen kívül a következő települések tartoznak:
- Breg
- Lom
- Onkraj Meže
- Plat
- Podkraj pri Mežici

## Népesség
| Lakosok száma | 3738 | 3705 | 3660 | 3640 | 3613 | 3609 | 3573 | 3575 | 3559 | 3596 |
|               | 2008 | 2009 | 2011 | 2012 | 2013 | 2015 | 2016 | 2017 | 2019 | 2020 |